# ミスター・ロビンソン (内田喜郎の曲)
「ミスター・ロビンソン」は、1971年5月5日に日本ビクターから発売された内田喜郎のデビューシングルである。

## 概要
ジャニーズ ソロデビュー第2号。
B面曲「白い夜あけ」は、2022年3月時点で未CD化。

## 収録曲
1. ミスター・ロビンソン [2:40]
作詞・作曲：荒木一郎/編曲：川口真
2. 白い夜あけ [2:37]
作詞・作曲：荒木一郎/編曲：川口真